# Bombardier Flexity Berlin
Bombardier Flexity Berlin — повністю низькопідлоговий трамвай із серії Bombardier Flexity вироблених для Берліна.
Був випущений канадським концерном Bombardier Transportation в 2008 році у чотирьох варіантах: для одностороннього руху п'ятисекційний, для двостороннього руху п'ятисекційний, для одностороннього руху семисекційний та для двостороннього руху семисекційний.
У грудні 2020 року Berliner Verkehrsbetriebe підписала рамкову угоду з Bombardier на постачання до 117 нових для двостороннього руху трамваїв. Буде дві версії транспортних засобів: 30 м та 50 м завдовжки.
Нове покоління трамваїв буде поставлятися з кінця 2022 року, послідовно замінюючи вагони GT6N.
Після завершення базового замовлення кількість трамваїв Flexity у Берліні зросте до 251 одиниць
.
Штраусберзький трамвай замовив 2 трамваї 5 вересня 2011 р. Два трамваї для двонаправленного руху були доставлені у лютому та березні 2013 р.
| GT6-08 / GT8-08     | GT6-08 / GT8-08                           | GT6-08 / GT8-08                           | GT6-08 / GT8-08                           | GT6-08 / GT8-08                           |
| ------------------- | ----------------------------------------- | ----------------------------------------- | ----------------------------------------- | ----------------------------------------- |
| Модель:             | GT6-08 x 5                                | GT6-08 x 5                                | GT8-08 x 7                                | GT8-08 x 7                                |
| Рух:                | однонаправленний                          | двонаправлений                            | однонаправленний                          | двонаправлений                            |
| Рік побудови:       | з 2008                                    | з 2008                                    | з 2008                                    | з 2008                                    |
| Кількість:          | 4 (2008) / 148 (2010–2015)                | 4 (2008) / 148 (2010–2015)                | 4 (2008) / 148 (2010–2015)                | 4 (2008) / 148 (2010–2015)                |
| Виробник:           | Bombardier                                | Bombardier                                | Bombardier                                | Bombardier                                |
| Ширина колії:       | 1435 мм                                   | 1435 мм                                   | 1435 мм                                   | 1435 мм                                   |
| Довжина:            | 30 800 мм                                 | 30 800 мм                                 | 40,000 мм (1+5⁄8 дюйм)                    | 40,000 мм (1+5⁄8 дюйм)                    |
| Ширина:             | 2400 мм                                   | 2400 мм                                   | 2400 мм                                   | 2400 мм                                   |
| Висота:             | 3450 мм                                   | 3450 мм                                   | 3450 мм                                   | 3450 мм                                   |
| Висота підлоги:     | 355 мм                                    | 355 мм                                    | 355 мм                                    | 355 мм                                    |
| Висота входу:       | 220 – 295 мм                              | 220 – 295 мм                              | 220 – 295 мм                              | 220 – 295 мм                              |
| Колісний діаметрr:  | 580 – 660 мм                              | 580 – 660 мм                              | 580 – 660 мм                              | 580 – 660 мм                              |
| Місць для сидіння:  | 64                                        | 54                                        | 88                                        | 75                                        |
| Місць для стояння:  | 116                                       | 123                                       | 151                                       | 165                                       |
| Потужність приводу: | 8×50 kW                                   | 8×50 kW                                   | 12×50 kW                                  | 12×50 kW                                  |
| Номінальна напруга: | 600 V DC (Берлін) / 750 V DC (Штраусберг) | 600 V DC (Берлін) / 750 V DC (Штраусберг) | 600 V DC (Берлін) / 750 V DC (Штраусберг) | 600 V DC (Берлін) / 750 V DC (Штраусберг) |
| Найвища швидкість:  | 70 км/год                                 | 70 км/год                                 | 70 км/год                                 | 70 км/год                                 |
| Вага:               | 37.9 т                                    | 39.1 т                                    | 50.1 т                                    | 51.5 т                                    |